# Wallpapers.com
Wallpapers.com es un sitio web dedicado a fondos de escritorio de propiedad exclusiva y gratuitos para ordenadores. Se dice que es la mayor colección de fondos de escritorio disponible en Internet. Según Semrush, ocupa el puesto 9.405 en el ranking mundial, con 7,03 millones de páginas vistas al mes.

## Historia
Wallpapers.com fue fundada por Henrick Yau y mantenida por Targa Limited. Se fundó en octubre de 2020 y tiene su sede en Hong Kong. En 2024, contaba con una colección de 2 millones de fondos de pantalla para diversos dispositivos electrónicos.
Según las estadísticas, cuenta con más de 10.000 colaboradores activos que suben y comparten fondos y fondos de pantalla.

## Visión general
Wallpapers.com sirve de repositorio para que los usuarios descubran y descarguen fondos y fondos de pantalla para smartphones, tabletas, ordenadores y otros dispositivos. El sitio web es conocido por su amplia biblioteca de fondos diversos, que van desde paisajes naturales y patrones abstractos hasta creaciones artísticas y diseños minimalistas.
Permite a los usuarios registrarse en el sitio web. Wallpapers.com sigue un modelo de negocio freemium en el que los usuarios registrados pueden suscribirse a planes Premium para obtener accesos ilimitados. También ofrece un programa de colaboradores en el que los usuarios pueden subir sus propias creaciones y ganar dinero. Proporcionan a diseñadores gráficos y fotógrafos herramientas avanzadas para eliminar fondos, mejorar la calidad de las imágenes, etc.